# O Outro Lado da Rua
O Outro Lado da Rua é um filme brasileiro de 2004, do gênero drama e suspense, dirigido por Marcos Bernstein e estrelado por Fernanda Montenegro e Raul Cortez.

## Sinopse
Regina é uma mulher de 65 anos que vive em Copacabana com sua cachorrinha vira-lata. Para esquecer a solidão e se distrair, ela participa de um serviço da polícia, no qual aposentados denunciam pequenos delitos. Em uma noite ela vê através de seu binóculo o que acontece nos edifícios do outro lado da rua, e presencia o que lhe parece ser um homem matando sua mulher com uma injeção mortal. Ela chama a polícia, mas o óbito é dado como morte natural. Desmoralizada, Regina resolve provar que estava certa e acaba se envolvendo com o suposto assassino.

## Elenco
| Ator/Atriz          | Personagem                    |
| ------------------- | ----------------------------- |
| Fernanda Montenegro | Regina Bragança               |
| Raul Cortez         | Dr. Camargo                   |
| Luiz Carlos Persy   | Detetive Alcides              |
| Laura Cardoso       | Catarina / Patolina           |
| Caio Ramos          | Bruno Bragança                |
| Miguel Lunardi      | Eduardo Bragança              |
| Márcio Vito         | Detetive Walmir               |
| Eliana César        | Isabel Camargo                |
| Milene Pizarro      | Célia Camargo                 |
| Flávio Pardal       | Chapeiro na lanchonete        |
| Mauro José          | Porteiro do prédio de Regina  |
| Fábio Lago          | Porteiro do prédio de Camargo |
| Déo Garcez          | Vendedor                      |

## Prêmios
- Dois prêmios no Grande Prêmio Cinema Brasil, nas categorias de "Melhor Atriz" (Fernanda Montenegro) e "Melhor Atriz Coadjuvante" (Laura Cardoso), 2005.[4][5]
- Prêmio Astor de Prata de "Melhor Filme Ibero-Americano", no Festival Internacional de Cinema de Mar del Plata, 2004.[6][7]
- Prêmio C.I.C.A.E. de "Melhor Filme" e 3º Prêmio de Público da Sessão Panorama, na mostra paralela do Festival de Cinema de Berlim, 2004.[8][9][6]
- Prêmio de "Melhor Filme - Público", no 16º Festival de Cinema Latino-Americano de Toulouse, 2004.[10]
- Prêmio de "Melhor Atriz" (Fernanda Montenegro), no Festival de Cinema de Tribeca, 2004.[11]
- Prêmios de "Melhor Filme", "Melhor Atriz" (Fernanda Montenegro) e "Melhor Fotografia", no Cine PE - Festival do Audiovisual, 2004.[12]
- Prêmio de "Melhor Filme - Júri Oficial", no Festival de Cinema Brasileiro de Paris, 2005.[13][14]
- Festival de San Sebastián – Mostra Horizontes, 2004 - "Melhor Atriz" (Fernanda Montenegro)[15]
- Panorama Internacional de Cinema de Salvador, 2004 - Prêmio de Público
- Santa Maria da Feira, Portugal, 2004 - "Melhor Filme" da Crítica
- Santa Bárbara, USA, 2005 - Nueva Vision de "Melhor Filme Latino"
- ACIE – Assocociação dos Correspondentes de Imprensa Estrangeira no Brasil, 2005 - "Melhor Filme", "Melhor Atriz" (Fernanda Montenegro), "Melhor Roteiro".

### Participação em festivais
- Sundance Screenwriting Lab, Brazil 2001.
- XIX Muestra de Cine Mexicano e Iberoamericano en Guadalajara – Official Selection - Hors Concurs, Closing Night 2004.
- Festival de Havana, 2004.
- Bangkok International Film Festival, 2005
- Taipei International Film Festival, 2005
- Seoul Film Festival – SeNef, 2004
- Haifa International Film Festival, 2004
- Films from the South 2004
- Oslo - Films From the South, 2004
- Kiev International Film Festival 2004
- Tallinn, Estônia – 8th Black Nights Film Festival 2004
- Las Palmas de Gran Canaria International Film Festival 2005
- Dinamarca – NatFilm Festival, 2005
- 15th annual Palm Springs International Film Festival, 2005
- Miami International Film Festival, 2005
- AFI – American Film Institute Festival, 2004
- 51st Sydney Film festival, 2004
- Lima – Festival Elcine Lima – Octavo Encuentro Latinoamericano de Cine – PUC Peru, 2004
- Cartagena, 45º Festival Internacional de Cine de Cartagena, 2005
- Fort Lauderdale International Film Festival, 2004
- Festival Brasileiro de Milão – IBRIT, 2006
- Istambul Film Festival, 2004
- Festival du Film de Montréal 2004
- Puerto Vallarta Film Festival, 2004.
- 12th Annual San Diego Latino Film Festival, 2005
- Verona – 9 Schermi Damore, 2005
- I CINEPORT- Festival de Cinema de Países de Língua Portuguesa, 2005
- III Muestra de Cine Latinoamericano, Bolívia, organizada pela Embaixada Brasileira/Ancine
- 4th edition of Réunion Island Film Festival, 2005.
- 1ª Muestra de Cine Brasileño en Bogotá
- Eslovênia – 15 LIFE, Ljubljana International  Film Festival, 2004
- 1º Festival de Belém do Cinema Brasileiro[16]
- Atenas, Grécia - Berlinale in Athens, 2005.
- Mostra do Cinema Brasileiro na América Latina - México, Peru, Argentina e Chile, julho, agosto e setembro 2004 – Organizado pelo Grupo Novo de Cinema e TV e a Brazilian Cinema Promotion, com apoio do Ministério das Relações Exteriores, Ministério da Cultura / Secretaria do Audiovisual, Apex-Brasil e ANCINE.[17]